# Power (film 1916)
Power è un cortometraggio muto del 1916 diretto da Fred E. Wright.

## Produzione
Il film fu prodotto dalla Essanay Film Manufacturing Company. Venne girato con una cinepresa Bell & Howell a Chicago, dove la casa di produzione aveva la sua sede principale, e a Utica (Illinois) allo Starved Rock State Park, sulla Route 178.

## Distribuzione
Distribuito dalla General Film Company, il film - un cortometraggio in tre bobine - uscì nelle sale cinematografiche statunitensi l'8 luglio 1916.